# ابل دوفرسن
ابل دوفرسن (به فرانسوی: Abel Dufresne) نقاش و نویسنده قرن هجدهم میلادی اهل فرانسه است.